# René Voillaume
 brat René Voillaume (ur. 19 sierpnia 1905 w Wersalu, zm. 13 maja 2003 w Le Tubet koło Aix-en-Provence) – francuski ksiądz katolicki, zakonnik, założyciel zgromadzenia Małych Braci Jezusa.
Przyjął święcenia kapłańskie w dniu 29 czerwca 1929. następnie studiował w Rzymie teologię. Pod wpływem przeczytanej w młodości biografii Charles'a de Foucaulda autorstwa René Bazina założył w 1933 zgromadzenie Małych Braci Jezusa. Razem z czterema braćmi złożył śluby zakonne 8 września 1933, a następnie prowadził działalność misyjną na Saharze, w El-Abiod-Sidi-el-Cheij. Po spotkaniu w 1947 o. Jacques'a Loewa nadał nowy kształt zgromadzeniu, które miało łączyć życie kontemplacyjne z życiem i pracą wśród ludzi ubogich i założył w Aix-en-Provence pierwszą "fraternię robotniczą".  Swoje doświadczenia zebrał w książce "Au Cœur des masses" (1951). W 1968 w Watykanie zaaprobowano konstytucje zakonne braci, które przewidywały ich pracę zarobkową.
W 1938 spotkał nad grobem Charlesa de Foucaulda Magdalenę Hutin, która podzieliła się z nim pragnieniem stworzenia wspólnoty Małych Sióstr Jezusa. Wspierał ją w tym dziele. W 1956 założył kolejne zgromadzenie żyjące duchowością Charlesa de Foucaulda – Małych Braci Ewangelii, a w 1963 Małe Siostry Ewangelii. W grudniu 1965 ustąpił z funkcji przeora Małych Braci Jezusa, aby bliżej towarzyszyć wszystkim zgromadzeniom, które wspierał. W 1968 głosił rekolekcje wielkopostne dla Papieża Pawła VI. Dużo podróżował, odwiedzając wspólnoty na całym świecie. W 2001 z uwagi na stan zdrowia pozostał na stałe w Tubet, przy wspólnocie Małych Sióstr.
Był autorem wielu książek, z których po polsku ukazały się:
- "Gdzie jest wasza wiara" ("Où est votre foi?") 1975
- "Rekolekcje watykańskie" (zbiorcze wydanie "Retraite au Vatican avec sa Sainteté Paul VI" i "Chemin de croix") 1978
- "Wieczny i żywy" ("L'éternel vivant") (1981)
- "Modlić się, aby żyć" ("Ma chair pour la vie du monde") 1986
- "Echa Nazaretu" ("Au cœur des masses") 1991
- "Kontemplacja dzisiaj" ("Contemplation dans l'Église d'aujourd'hui") 2002